# لوئیس کاسترو (بازیکن فوتبال، زاده ۲۰۰۲)
لوئیس کاسترو (انگلیسی: Luis Castro؛ زادهٔ ۶ آوریل ۲۰۰۲) بازیکن فوتبال است.